# James Searle Dawley
James Searle Dawley (ur. 13 maja 1877 w Del Norte, zm. 30 marca 1949 w Hollywood) – amerykański reżyser i scenarzysta. Wyreżyserował 149 filmów w latach 1907–1926.

## Wybrana filmografia
- Rescued from an Eagle's Nest (1908)
- Jaś i Małgosia (1909)
- Frankenstein (1910)
- Opowieść wigilijna (1910)
- Charge of the Light Brigade (1912)
- The Old Monk's Tale (1913)
- On The Broad Stairway (1913)
- Hulda of Holland (1913)
- An American Citizen (1914)
- Four Feathers (1915)
- Susie Snowflake (1916)
- The Rainbow Princess (1916)
- Królewna Śnieżka (1916)
- Chata Wuja Toma (1918)
- When Men Desire (1919)
- A Virgin Paradise (1921)
- Love's Old Sweet Song (1923) – film krótkometrażowy wykonany w systemie Phonofilm
- Abraham Lincoln (1924) – film krótkometrażowy wykonany w systemie Phonofilm